# Ferrals-les-Montagnes
Ferrals-les-Montagnes é uma comuna francesa na região administrativa de Occitânia, no departamento de Hérault. Estende-se por uma área de 25,78 km². Em 2010 a comuna tinha 165 habitantes (densidade: 6,4 hab./km²).